# Guess (Modeunternehmen)

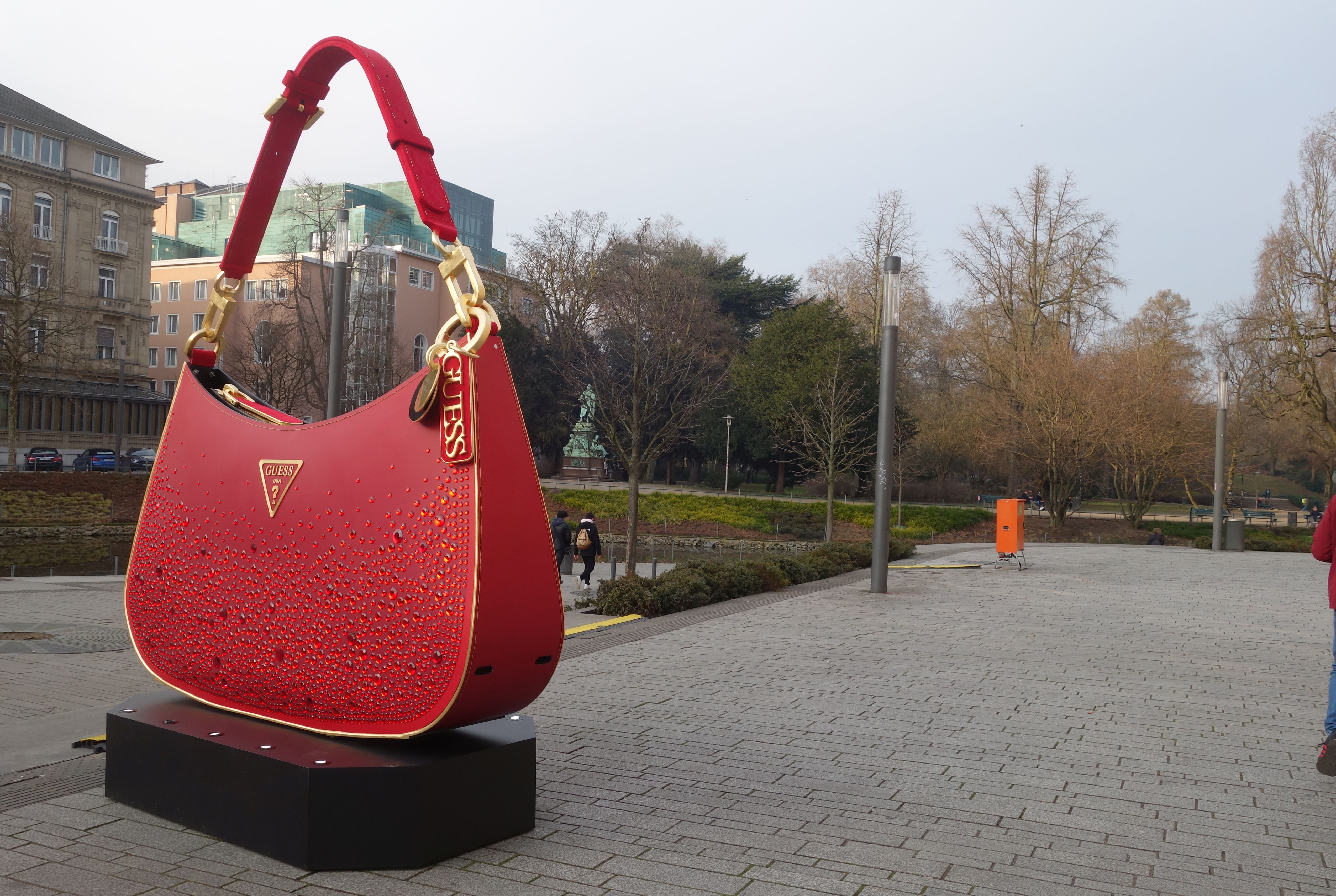
Werbeaktion an der Königsallee in Düsseldorf (2025)

Guess ist ein US-amerikanisches Bekleidungsunternehmen mit Sitz in Los Angeles, das auch Uhren, Schmuck, Handtaschen und Parfum verkauft.
Auf den Produkten der Marke befindet sich meist der Schriftzug „Guess?“, englisch für „Rate mal?“ Der Schriftzug und das Fragezeichen können zusammen, sowie einzeln, in vielen Gestaltungsvarianten auftreten.

## Geschichte
Das Unternehmen wurde 1981 von den aus Marokko stammenden Maurice und Paul Marciano gegründet und hatte anfangs große Imageprobleme durch die schlechten Arbeitsbedingungen bei Subunternehmern.

Im Oktober 1997 war Guess sogar Ziel einer Aktion von Rage Against the Machine.
Trotzdem wuchs das Unternehmen beständig, nicht zuletzt durch den Einsatz erotischer Werbekampagnen, u. a. mit Claudia Schiffer. 
Seit 2012 war das Model Gigi Hadid das „Face of Guess“.
Ihre Marken Guess, Guess Kids, Baby Guess und Guess by Marciano gehören zur gehobenen Preisklasse.
Etwa die Hälfte der rund 1600 Guess-Geschäfte weltweit gehört dem Unternehmen selbst, die andere Hälfte wird von Lizenznehmern betrieben.
Im Jahr 2013 betrug der Bruttogewinn 200 Millionen US-Dollar, also knapp 10 % des Umsatzes.